# المرخام (المحابشة)

تعديل مصدري - تعديل

المرخام هي إحدى قرى عزلة حجر بمديرية المحابشة التابعة لمحافظة حجة، بلغ تعداد سكانها 998 نسمة حسب تعداد اليمن لعام 2004.